# برايان جاي دويل
برايان جاي دويل (بالإنجليزية: Brian J. Doyle)‏ هو سكرتير صحفي أمريكي، ولد في 7 أبريل 1950 في الولايات المتحدة.